# Demon Slave
Demon Slave (魔都精兵のスレイブ, Mato seihei no sureibu) est un shōnen manga écrit par Takahiro et dessiné par Yōhei Takemura. Il est prépublié depuis le 5 janvier 2019 dans le Shōnen Jump+, puis publié en volumes reliés par l'éditeur japonais Shūeisha. La version française est éditée par Kurokawa depuis le 11 février 2021. 
Une adaptation en série télévisée animée par Seven Arcs est diffusée entre janvier 2024 et mars 2024. Une deuxième saison est annoncée cette fois produite par le studio Passione.

## Synopsis
Sur Mato, une cité venue d'une dimension démoniaque, existe un fruit appelé Pêche. Une ressource spéciale qui a la particularité de donner des super-pouvoirs à celles qui les mangent. Ces femmes sont des membres des escadrons antidémons.
Le jeune Yuki Wakura se retrouve plongé dans la dimension de Mato. Acculé par une horde de monstres, il est sauvé de justesse par une jeune femme capable de le transformer en une créature surpuissante. Mais l'activation de ce pouvoir comporte une condition : il doit devenir son esclave...

## Personnages
Yūki Wakura (和倉 優希, Wakura Yūki)
Voix japonaise : Yūya Hirose (en)
Un jeune garçon transporté accidentellement sur Mato. Il possède le pouvoir de se transformer en une créature surpuissante en étant contrôlé par Kyōka Uzen.
Kyōka Uzen (羽前 京香, Uzen Kyōka)
Voix japonaise : Akari Kitō (en)
Une jeune femme possédant des pouvoirs puissants et faisant partie d'une escadron antidémons sur Mato. Elle est capable de contrôler Yūki Wakura en le transformant en une créature puissante.
Himari Azuma (東 日万凛, Azuma Himari)
Voix japonaise : Yume Miyamoto (en)
Shushu Suruga (駿河 朱々, Suruga Shushu)
Voix japonaise : Mari Hino
Nei Ōkawamura (大川村 寧, Ōkawamura Nei)
Voix japonaise : Hina Tachibana (en))
Tenka Izumo (出雲 天花, Izumo Tenka)
Voix japonaise : Maaya Uchida
Yachiho Azuma (東 八千穂, Azuma Yachiho)
Voix japonaise : Nene Hieda (en)
Sahara Wakasa (若狭 サハラ, Wakasa Sahara)
Voix japonaise : Reina Ueda

## Manga
Demon Slave est scénarisé par Takahiro et dessiné par Yōhei Takemura. La série débute sa prépublication le 5 janvier 2019 dans le Shōnen Jump+. L'éditeur Shūeisha publie les chapitres en  tankōbon avec un premier volume sorti le 4 mars 2019. Dix-huit volumes sont sortis au 4 avril 2025.. La version française est publiée par Kurokawa avec un premier volume sorti le 11 février 2021.

### Liste des volumes
| no | Japonais          | Japonais          | Français          | Français          |
| no | Date de sortie    | ISBN              | Date de sortie    | ISBN              |
| --- | ----------------- | ----------------- | ----------------- | ----------------- |
| 1 | 4 mars 2019       | 978-4-08-881786-6 | 11 février 2021   | 978-2-36-852998-0 |
| Liste des chapitres : - Chapitre 1 : La naissance de Slave (スレイブの誕生, Sureibu no Tanjō) - Chapitre 2 : Les guerriers et le concierge (精兵と管理人, Puro to Puro) - Chapitre 3 : La mélancolie de Slave (スレイブの憂鬱, Sureibu no Yūutsu) - Chapitre 4 : La présence d'esprit de Slave (スレイブの機転, Sureibu no Kiten) - Chapitre 5 : Slave reprend courage (スレイブの奮起, Sureibu no Funki) |                   |                   |                   |                   |
| 2 | 4 juillet 2019    | 978-4-08-881896-2 | 8 avril 2021      | 978-2-36-852999-7 |
| Liste des chapitres : - Chapitre 6 : La soeur de slave (partie 1) (スレイブの姉 前編, Sureibu no Ane: Zenpen) - Chapitre 7 : La soeur de slave (partie 2) (スレイブの姉 後編, Sureibu no Ane: Kōhen) - Chapitre 8 : La supérieur de slave (スレイブの上司, Sureibu no Jōshi) - Chapitre 9 : La naissance de slave (スレイブの誕生 (3回目), Sureibu no Tanjō (San-kaime)) - Chapitre 10 : Une nouvelle puissance (新しい力, Atarashii Chikara) - Chapitre 11 : Les affaires de la famille Azuma (東家の事情, Azuma-ya no Jijō) - Chapitre 12 : La technique mortelle (必殺技, Hissatsu Waza) - Chapitre 13 : Les combats inter-escadrons commencent ! (交流戦開始, Kōryūsen Kaishi) - Chapitre 14 : Duel fratricide (姉妹対決, Shimai Taiketsu)                         |                   |                   |                   |                   |
| 3 | 1er novembre 2019 | 978-4-08-882113-9 | 8 juillet 2021    | 978-2-38-071105-9 |
| Liste des chapitres : - Chapitre 15 : Yachiho et Himari (八千穂と日万凛, Yachiho to Himarin) - Chapitre 16 : Une matraisse vraime "chaude" (燃えるご主人, Moeru Goshujin) - Chapitre 17 : Le deuxième combat (第二試合, Dainishiai) - Chapitre 18 : Offensive puissante (強襲, Kyōshū) - Chapitre 19 : La commandante du 7ème esquadron (七番組組長, Nana Bangumi Kumichō) - Chapitre 20 : La commandante du 6ème esquadron (六番組組長, Roku Bangumi Kumichō) - Chapitre 21 : Slave après le duel (交流戦後のスレイブ, Kōryū Sengo no Sureibu) - Chapitre 22 : La naissance de slave (4ème naissance) (スレイブの誕生 (4回目), Sureibu no Tanjō (Yon-kaime)) - Chapitre 23 : Slave et le chasseur de tete (スレイブのスカウト, Sureibu no Sukauto)                    |                   |                   |                   |                   |
| 4 | 4 mars 2020       | 978-4-08-882235-8 | 14 octobre 2021   | 978-2-38-071106-6 |
| Liste des chapitres : - Chapitre 24 : Esclave et chef ? (スレイブと組長, Yachiho to Himarin) - Chapitre 24.5 - Chapitre 24.9 - Chapitre 25 : Le supérieur d'un esclave (スレイブの上司, Sureibu no Jōshi) - Chapitre 26 : Sur de trouver (きっと見つける, Kitto Mitsukeru) - Chapitre 27 : Yuuki et Aoba (優希と青羽, Yūki to Aoba) - Chapitre 28 : Réunion (再会, Saikai) - Chapitre 29 : Village caché (隠れ里, Kakurezato) - Chapitre 30 : Une prévision orageuse (波乱の予感, Haran no Yokan) |                   |                   |                   |                   |
| 5 | 3 juillet 2020    | 978-4-08-882359-1 | 13 janvier 2022   | 978-2-38-071256-8 |
| Liste des chapitres : - Chapitre 31 : Un aperçu des ténèbres (垣間見えた闇, Kaima Mieta Yami) - Chapitre 32 : Le combat du pays caché (隠れ里の戦い, Kakurezato no Tatakai) - Chapitre 33 : La détention de Slave (拘束のスレイブ, Kōsoku no Sureibu) - Chapitre 34 : Duel à mort, la chasse à l'ours (死闘熊狩り, Shitō Kuma Kari) - Chapitre 35 : L'instant de la première attaque (刹那の攻防戦, Setsuna no Kōbōsen) - Chapitre 36 : L'esprit du 7ème esquadron (七番組の精神, Nana Bangumi no Seishin) - Chapitre 37 : Tenka vs Aoba (天花VS青羽, Tenka VS Aoba) - Chapitre 38 : L'amour envers slave (スレイブへの愛, Sureibu e no Ai) - Chapitre 39 : La personne mystérieuse se révèle (明かされた名, Akasa Reta na) - Episode spécial : Slave et le champignon |                   |                   |                   |                   |
| 6 | 4 décembre 2020   | 978-4-08-882481-9 | 14 avril 2022     | 978-2-38-071267-4 |
| Liste des chapitres : - Chapitre 39.5 : L'esquadron divin se met en route - Chapitre 40 : La colère de slave (怒りのスレイブ, Ikari no Sureibu) - Chapitre 41 : L'attaque "Midare Yamazakura" (乱れ山桜, Midare Yamazakura) - Chapitre 42 : La décision de slave (スレイブの決意, Sureibu no Ketsui) - Chapitre 43 : La matrice (胎動, Taidō) - Chapitre 44 : Le maitre de slave (スレイブの主, Sureibu no Aruji) - Chapitre 45 : Le calme avant la tempete (嵐の予感, Arashi no Yokan) - Chapitre 46 : La grande réunion des chefs d'esquadron (組長集結, Kumichō Shūketsu) - Chapitre 47 : La séance est ouverte (会議開始, Kaigi Kaishi) - Episode spécial : Slave qui se trouve derrière                                                                           |                   |                   |                   |                   |
| 7 | 2 avril 2021      | 978-4-08-882604-2 | 13 juillet 2022   | 978-2-38-071268-1 |
| Liste des chapitres : - Chapitre 48 : Le combat du grand commandeur (総組長の戦い, Sō Kumichō no Tatakai) - Chapitre 49 : La contre-attaque de slave (スレイブ攻防戦, Sureibu Kōbōsen) - Chapitre 50 : Les remerciements de slave (スレイブの感謝, Sureibu no Kansha) - Chapitre 51 : La silhouette de l'amour (恋の影, Koi no Kage) - Chapitre 52 : La tempete arrive (やってきた嵐, Yattekita Arashi) - Chapitre 53 : Slave fend les airs (スレイブ空を舞う, Sureibu Sora o Mau) - Chapitre 54 : Une saison pour s'endurcir (鍛える季節, Kitaeru Kisetsu) - Chapitre 55 : Perte de controle (暴走, Bōsō) - Chapitre 56 : Dressage (躾, Shitsuke) - Episode spécial : Bon appétit slave                                                                               |                   |                   |                   |                   |
| 8 | 4 août 2021       | 978-4-08-882743-8 | 13 octobre 2022   | 978-2-38-071269-8 |
| Liste des chapitres : - Chapitre 57 : La quintessence du vivant (生命の極み, Inochi no Kiwami) - Chapitre 58 : Un slave exténué (憔悴のスレイブ, Shōsui no Sureibu) - Chapitre 59 : Ce qu'est le clan Azuma (東というもの, Azuma to Iu Mono) - Chapitre 60 : L'ouverture du banquet (晩餐開始, Bansan Kaishi) - Chapitre 61 : Un combat à vitesse supersonique (超速対決, Chōsoku Taiketsu) - Chapitre 62 : Une volonté inébranlable (意気衝天, Ikishōten) - Chapitre 63 : La commandante du 9ème esquadron (九番組組長, Kyū Bangumi Kumichō) - Chapitre 64 : L'idée d'Himari (日万凜の想い, Himari no Omoi) - Chapitre 65 : Une nouvelle Azuma (新たなる東, Aratanaru Azuma) - Episode spécial : Les sentiments de Ren                                                |                   |                   |                   |                   |
| 9 | 3 décembre 2021   | 978-4-08-882857-2 | 9 mars 2023       | 978-2-38-071470-8 |
| Liste des chapitres : - Chapitre 66 : Une nuit chez les Azuma (東家の夜, Azuma-ya no Yoru) - Chapitre 67 : Slave, la mère et la fille (母娘とスレイブ, Oyako to Sureibu) - Chapitre 68 : Soir d'été pour slave (スレイブの晩夏, Sureibu no Banka) - Chapitre 69 : Une chaine plus puissante (強くなる鎖, Tsuyoku naru Kusari) - Chapitre 70 : transformation dans le monde des humains (現世での異変, Gense de no Ihen) - Chapitre 71 : A Yokohama (横浜にて, Yokohama Nite) - Chapitre 72 : La commandante du 2ème esquadron (二番組 組長, Ni Bangumi Kumichō) - Chapitre 73 : Spéculation divine (神の思惑, Kami no Omowaku) - Episode spécial : Slave, la mère et la fille, la suite - Bonus de fin de volume : Designs et esquisses                                |                   |                   |                   |                   |
| 10 | 2 mai 2022        | 978-4-08-883109-1 | 8 juin 2023       | 978-2-38-071492-0 |
| Liste des chapitres : - Chapitre 74 : Demon slave et Kusestu (スレイブと空折, Sureibu to Kūsetsu) - Chapitre 75 : La résolution d'une commandante (組長の覚悟, Kumichō no Kakugo) - Chapitre 76 : Bataille contre une déesse (神との激闘, Kami to no Gekitō) - Chapitre 77 : La merveille des Yaraijin (八雷神の驚異, Hachiraijin no Kyōi) - Chapitre 78 : Combats à Yokohama (1ère partie) (横浜決戦 (前編), Yokohama Kessen (Zenpen)) - Chapitre 79 : Combats à Yokohama (2ème partie) (横浜決戦 (後編), Yokohama Kessen (Kōhen)) - Chapitre 80 : Demon slave Mode Ten (無窮の鎖・天, Sureibu Ten) - Chapitre 81 : Kusetsu (空折, Kūsetsu) - Episode spécial : Demon slave High School - 2ème séléction de votre personnage favoris                                  |                   |                   |                   |                   |
| 11 | 2 septembre 2022  | 978-4-08-883234-0 | 14 septembre 2023 | 978-2-38-071527-9 |
| Liste des chapitres : - Chapitre 82 : Combats à Yokohama, le jour d'après (横浜戦、その後, Yokohama-sen, Sonogo) - Chapitre 83 : La résolution de Mira (美羅の決意, Mira no Ketsui) - Chapitre 83.5 : Les actions de la famille Azuma - Chapitre 84 : La récompense de Mira (美羅のご褒美, Mira no Gohōbi) - Chapitre 85 : Des nuages menaçants (立ちこめる妖雲, Tachikomeru Yōun) - Chapitre 86 : Réunion divine (神議, Kamuhakari) - Chapitre 87 : Sous le ciel de Mato (魔都上空, Mato Jōkū) - Chapitre 88 : Clarté (光明, Kōmyō) - Chapitre 89 : Le premier esquadron (一番組, Ichi Bangumi) - Chapitre 90 : La lycéenne commandante d'esquadron (女子高生組長, Joshikōsei Kumichō) - Episode spécial : Attaques massives                                          |                   |                   |                   |                   |
| 12 | 4 janvier 2023    | 978-4-08-883342-2 | 7 décembre 2023   | 978-2-38-071540-8 |
| Liste des chapitres : - Chapitre 91 : Passage à l'offensive (襲撃, Shūgeki) - Chapitre 92 : Melée (混戦, Konsen) - Chapitre 93 : Le pouvoir que l'on a reçu (与えられし力, Ataerareshi Chikara) - Chapitre 94 : La Voie (道, Michi) - Chapitre 95 : Un pouvoir soigneusement renforcé (練り上げた力, Neriageta Chikara) - Chapitre 96 : La commandante du premier esquadron (一番組組長, Ichi Bangumi Kumichō) - Chapitre 97 : Les envahisseurs (侵攻する者達, Shinkō suru Monotachi) - Chapitre 98 : Kyoka et Yumeji (京香と夢路, Kyōka to Yumeji) - Episode spécial : Après la "God Cloth" - Bonus : Présentation des commandantes d'esquadron |                   |                   |                   |                   |
| 13 | 2 juin 2023       | 978-4-08-883494-8 | 11 avril 2024     | 979-1-04-201404-9 |
| Liste des chapitres : - Chapitre 99 : 混戦の結末 (Konsen no Ketsumatsu) - Chapitre 100 : 魔都の精兵たち (Mato no Seihei-tachi) - Chapitre 101 : 神VS恋 (Kami VS Ren) - Chapitre 102 : 地球の答え (Chikyū no Kotae) - Chapitre 103 : 魔防隊人事 (Mabōtai Jinji) - Chapitre 104 : 三番組組長 (San Bangumi Kumichō) - Chapitre 105 : ベルの意地 (Beru no Iji) - Chapitre 106 : ベルの涙 (Beru no Namida) |                   |                   |                   |                   |
| 14 | 4 octobre 2023    | 978-4-08-883636-2 | 14 août 2024      | 979-1-04-201447-6 |
| Liste des chapitres : - Chapitre 107 : 桃源郷へ (Tōgenkyō e) - Chapitre 108 : 桃源郷 (Tōgenkyō) - Chapitre 109 : 組長VS組長VS組長 (Kumichō VS Kumichō VS Kumichō) - Chapitre 110 : それぞれの成長 (Sorezore no Seichō) - Chapitre 111 : 八番組 (Hachi Bangumi) - Chapitre 112 : ワルワラ・ピリペンコ (Waruwara Piripenko) - Chapitre 113 : 観察者伏摩 (Kansatsusha Fukuma) - Chapitre 114 : 暗雲桃源郷 (An'un Tōgenkyō) - Chapitre 115 : 雷震桃源郷 (Raishin Tōgenkyō) |                   |                   |                   |                   |
| 15 | 2 février 2024    | 978-4-08-883829-8 | 5 décembre 2024   | 979-1-04-201484-1 |
| Liste des chapitres : - Chapitre 116 : 写真 (Shashin) - Chapitre 117 : 雷神楽 (Raijin Kagura) - Chapitre 118 : 奇跡の力 (Kiseki no Chikara) - Chapitre 119 : 聖なる戦い (Seinaru Tatakai) - Chapitre 120 : 光と闇の決着 (Hikari to Yami no Ketchaku) - Chapitre 121 : 圧倒 (Attō) - Chapitre 122 : 七番組の意地 (Nana Bangumi no Iji) - Chapitre 123 : 咆哮のスレイブ (Hōkō no Sureibu) - Chapitre 124 : 小さき者 (Chīsaki Mono) |                   |                   |                   |                   |
| 16 | 4 juillet 2024    | 978-4-08-884047-5 | 10 avril 2025     | 979-1-04-201845-0 |
| Liste des chapitres : - Chapitre 125 : ベルのご褒美 (Beru no go Hōbi) - Chapitre 126: 神々の家 (Kamigami no ie) - Chapitre 127 : 桃源鄉後日談 (Tōgen kyō Kōjitsu Dan) - Chapitre 128 : 無限の力 (Mugen no Chikara) - Chapitre 129 : ワルワラのスレイブ (Waruwara no Sureibu) - Chapitre 130 : 告白 (Kokuhaku) - Chapitre 131 : 思いゆえに (Omoi Yueni) - Chapitre 132 : 意外な懸念 (Igaina Kenen) - Chapitre 133 : 白旗 (Shirahata) |                   |                   |                   |                   |
| 17 | 4 décembre 2024   | 978-4-08-884257-8 | 14 août 2025      | 979-1-04-201846-7 |
| Liste des chapitres : - Chapitre 134 : 神の提案 (Kami no Teian) - Chapitre 135 : 恋とベル (Koi to Beru) - Chapitre 136 : 招集 (Shōshū) - Chapitre 137 : 再び、桃源鄉へ (Futatabi, Tōgenkyō e) - Chapitre 138 : 波乱の初日 (Haran no Shonichi) - Chapitre 139 : 陰陽寮 (Onmyō ryō) - Chapitre 140 : 組長たち (Kumichō-tachi) - Chapitre 141 : 說法 (Shuō hō) - Chapitre 142 : 大勝負 (Ōshōbu) |                   |                   |                   |                   |
| 18 | 4 avril 2025      | 978-4-08-884466-4 |                   |                   |
| Liste des chapitres : - Chapitre 143 : 慈悲 (Jihi) - Chapitre 144 : 恋との対決 (Koi to no Taiketsu) - Chapitre 145 : 絡み合う思惑 (Karamiau Omowaku) - Chapitre 146 : 責任 (Sekinin) - Chapitre 147 : 最後の一手 (Saigo no Itte) - Chapitre 148 : 投開票 (Tōkaihyō) - Chapitre 149 : 選挙決着 (Senkyo Ketchaku) - Chapitre 150 : 揺るがぬ精兵たち (Yuruganu Seihei-tachi) - Chapitre 151 : 変わりゆく趨勢 (Kawari Yuku Sūzei) |                   |                   |                   |                   |
| 19 | 4 septembre 2025  | 978-4-08-884622-4 |                   |                   |

## Anime
Une adaptation en anime réalisée par le studio Seven Arcs est annoncée le 19 novembre 2021 par l'éditeur Shūeisha,,. La série est réalisée par Gorō Kuji, avec Junji Nishimura en tant que directeur général, Yasuhiro Nakanishi s'occupant de la composition de la bande audio, Ryota Kanō et Akira Kindaichi écrivant le scénario, et Hiroyuki Yoshii dessinant les personnages. Kohta Yamamoto (ja) compose la musique,. Prévue initialement pour l'année 2023, la date de diffusion a été repoussée. Finalement, la diffusion de la série a commencé à partir du 4 janvier 2024 au Japon sur AT-X et d'autres chaînes et s'est terminée le 21 mars 2024. La série est diffusée sur Animation Digital Network pour les pays francophones.
La chanson thème d'ouverture, Yume no Ito (夢の糸, litt. « Fil de rêve »), est interprétée par Akari Kitō (ja), tandis que la chanson thème de fin, Chain", est interprété par Maaya Uchida.
Une seconde saison est annoncée le 23 mars 2024, deux jours après la fin de la première saison. Cette saison sera cette fois-ci animée par le studio Passione et réalisée par Masafumi Tamura. C'est au tour de Keiya Nakano de s'occuper du design des personnages.

### Liste des épisodes
| No                            | Titre français                   | Titre japonais                 | Titre japonais               | Date de 1re diffusion |
| No                            | Titre français                   | Kanji                          | Rōmaji                       | Date de 1re diffusion |
| ----------------------------- | -------------------------------- | ------------------------------ | ---------------------------- | --------------------- |
| 1                             | Naissance, Yûki, éveil           | 誕生、優希、目醒める           | Tanjō, Yūki, me sameru       | 4 janvier 2024        |
| [Chapitre 1]                  |                                  |                                |                              |                       |
| 2                             | Curiosité, Shushu, dévoilement ! | 興味、朱々、肌蹴る             | Kyōmi, Shushu, hadakeru      | 11 janvier 2024       |
| [Chapitres 2-3-4]             |                                  |                                |                              |                       |
| 3                             | Affrontement, Kyôga, rage        | 遭遇、京香、猛る               | Sougū, Kyōka, takeru         | 18 janvier 2024       |
| [Chapitres 5-6-7-8-9]         |                                  |                                |                              |                       |
| 4                             | Tempête, Himari, hurlements      | 旋風、日万凛、吠える           | Senpū,Himari, hoeru          | 25 janvier 2024       |
| [Chapitres 9-10-11-12-13]     |                                  |                                |                              |                       |
| 5                             | Famille, Yachiho, mépris         | 姉妹、八千穂、嘲る             | Shimai, Yachiho, azakeru     | 1er février 2024      |
| [Chapitres 14-15-16]          |                                  |                                |                              |                       |
| 6                             | Agression, Sahara, étinceler     | ブリッツ、サハラ、トゥインクル | Burittsu, Sahara, to~uinkuru | 8 février 2024        |
| [Chapitres 16-17-18-19]       |                                  |                                |                              |                       |
| 7                             | Alliance, Tenka, envol           | 共闘、天花、翔る               | Kyoutou, Tenka, kakeru       | 15 février 2024       |
| [Chapitres 20-21-22]          |                                  |                                |                              |                       |
| 8                             | Promesse, Nei, réminiscence      | 約束、寧、憶う                 | Yakusoku, Nei, okū           | 22 février 2024       |
| [Chapitres 23-24-25-26]       |                                  |                                |                              |                       |
| 9                             | Retrouvailles, Koko, lécher      | 再会、ココ、舐る               | Saikai, Koko, naru           | 29 février 2024       |
| [Chapitres 27-28-29-30]       |                                  |                                |                              |                       |
| 10                            | Guerre, Naon, éloges             | 開戦、波音、詠う               | kaisen, Naon, utau           | 7 mars 2024           |
| [Chapitres 30-31-32-33-35]    |                                  |                                |                              |                       |
| 11                            | Combat à mort, Aoba, excitation  | 死闘、青羽、昂る               | Shitō, Aoba, takaburu        | 14 mars 2024          |
| [Chapitres 34-36-37-38-39-40] |                                  |                                |                              |                       |
| 12                            | Retour, nouvelle détermination   | 帰還、新たな、決意             | kikan, arata nani, ketsui,   | 21 mars 2024          |
| [Chapitres 41-42-43-44-45]    |                                  |                                |                              |                       |

### Annotations
1. ↑  Les titres français de l'adaptation en anime proviennent de Animation Digital Network.

### Œuvres
Édition japonaise
1. 1 2 3  (ja) « 魔都精兵のスレイブ 1 », sur Shūeisha (consulté le 7 décembre 2021)
2. 1 2  (ja) « 魔都精兵のスレイブ 2 », sur Shūeisha (consulté le 7 décembre 2021)
3. 1 2  (ja) « 魔都精兵のスレイブ 3 », sur Shūeisha (consulté le 7 décembre 2021)
4. 1 2  (ja) « 魔都精兵のスレイブ 4 », sur Shūeisha (consulté le 7 décembre 2021)
5. 1 2  (ja) « 魔都精兵のスレイブ 5 », sur Shūeisha (consulté le 7 décembre 2021)
6. 1 2  (ja) « 魔都精兵のスレイブ 6 », sur Shūeisha (consulté le 7 décembre 2021)
7. 1 2  (ja) « 魔都精兵のスレイブ 7 », sur Shūeisha (consulté le 7 décembre 2021)
8. 1 2  (ja) « 魔都精兵のスレイブ 8 », sur Shūeisha (consulté le 7 décembre 2021)
9. 1 2  (ja) « 魔都精兵のスレイブ 9 », sur Shūeisha (consulté le 7 décembre 2021)
10. 1 2  (ja) « 魔都精兵のスレイブ 10 », sur Shūeisha (consulté le 8 avril 2022)
11. 1 2  (ja) « 魔都精兵のスレイブ 11 », sur Shūeisha (consulté le 6 septembre 2022)
12. 1 2  (ja) « 魔都精兵のスレイブ 12 », sur Shūeisha (consulté le 7 décembre 2022)
13. 1 2  (ja) « 魔都精兵のスレイブ 13 », sur Shūeisha (consulté le 24 avril 2023)
14. 1 2  (ja) « 魔都精兵のスレイブ 14 », sur Shūeisha (consulté le 17 août 2023)
15. 1 2  (ja) « 魔都精兵のスレイブ 15 », sur Shūeisha (consulté le 24 décembre 2023)
16. 1 2  (ja) « 魔都精兵のスレイブ 16 », sur Shūeisha (consulté le 19 mai 2024)
17. 1 2  (ja) « 魔都精兵のスレイブ 17 », sur Shūeisha (consulté le 16 octobre 2024)
18. 1 2  (ja) « 魔都精兵のスレイブ 18 », sur Shūeisha (consulté le 18 février 2025)
19. 1 2  (ja) « 魔都精兵のスレイブ 19 », sur Shūeisha (consulté le 17 juillet 2025)

Édition française
1. 1 2  (fr) « Demon Slave T01 », sur Kurokawa (consulté le 7 décembre 2021)
2. 1 2  (fr) « Demon Slave T02 », sur Kurokawa (consulté le 7 décembre 2021)
3. 1 2  (fr) « Demon Slave T03 », sur Kurokawa (consulté le 7 décembre 2021)
4. 1 2  (fr) « Demon Slave T04 », sur Kurokawa (consulté le 7 décembre 2021)
5. 1 2  (fr) « Demon Slave T05 », sur Kurokawa (consulté le 7 décembre 2021)
6. 1 2  (fr) « Demon Slave T06 », sur Kurokawa (consulté le 10 mars 2022)
7. 1 2  (fr) « Demon Slave T07 », sur Kurokawa (consulté le 13 juillet 2022)
8. 1 2  (fr) « Demon Slave T08 », sur Kurokawa (consulté le 6 septembre 2022)
9. 1 2  (fr) « Demon Slave T09 », sur Kurokawa (consulté le 24 janvier 2023)
10. 1 2  (fr) « Demon Slave T10 », sur Kurokawa (consulté le 22 mai 2023)
11. 1 2  (fr) « Demon Slave T11 », sur Kurokawa (consulté le 16 novembre 2023)
12. 1 2  (fr) « Demon Slave T12 », sur Kurokawa (consulté le 24 décembre 2023)
13. 1 2  (fr) « Demon Slave T13 », sur Kurokawa (consulté le 24 février 2024)
14. 1 2  (fr) « Demon Slave T14 », sur Kurokawa (consulté le 16 juin 2024)
15. 1 2  (fr) « Demon Slave T15 », sur Kurokawa (consulté le 6 octobre 2024)
16. 1 2  (fr) « Demon Slave T16 », sur Kurokawa (consulté le 12 février 2025)
17. 1 2  (fr) « Demon Slave T17 », sur Kurokawa (consulté le 17 juin 2025)